# Rio Rancho
Rio Rancho (in spagnolo: Río Rancho) è la città più grande e centro economico della contea di Sandoval nello Stato del Nuovo Messico. Una piccola parte della città si estende nella parte settentrionale della contea di Bernalillo. È la terza più grande e anche una delle città in più rapida espansione del Nuovo Messico. Al censimento del 2018, Rio Rancho contava una popolazione di 98.023 abitanti. Rio Rancho fa parte dell'area metropolitana di Albuquerque.

## Geografia fisica
Secondo lo United States Census Bureau, ha un'area totale di 103,67 mi² (268,50 km²).

## Società

### Evoluzione demografica
Secondo il censimento del 2010, la popolazione era di 87.521 abitanti.
Ne 2018 i dati ufficiali parlano di 98.023 abitanti.

### Etnie e minoranze straniere
Secondo il censimento del 2010, la composizione etnica della città era formata dal 76,0% di bianchi, il 2,9% di afroamericani, il 3,2% di nativi americani, l'1,9% di asiatici, lo 0,2% di oceanici, l'11,1% di altre razze, e il 4,7% di due o più etnie. Ispanici o latinos di qualunque razza erano il 36,7% della popolazione.